# Grosser Rat (Graubünden)

Der Grosser Rat (Foto von 1990)

Der Grosse Rat des Kantons Graubünden (rätoromanisch Cussegl grond, italienisch Gran Consiglio) ist das Parlament des Kantons Graubünden. Er tagt in Chur im Grossratsgebäude und ist die gesetzgebende und oberste aufsichtführende Behörde des Kantons. Seine 120 Mitglieder werden seit 2022 nach dem Doppelproporz-Verfahren für vier Jahre gewählt, bis 2018 galt ein Mehrheitswahlverfahren. Die letzte Wahl fand am 15. Mai 2022 statt.

## Parteien – Wahlergebnisse seit 1917
- SP: 27
- GLP: 7
- Mitte: 34
- FDP: 27
- SVP: 25

### Parteiengeschichte
1891 entstand aus der liberalen Fraktion die Freisinnige Partei (FP), die sich 1934 in Freisinnig-Demokratische Partei (FDP) umbenannte. Vom jungfreisinnigen (linken) Flügel spaltete sich 1919 die Demokratische Partei Bündens ab, die in den 1930er Jahren auf Kosten der FP zur stärksten Kraft aufstieg. 1971 trat die DP auf Bundesebene der neuen Schweizerischen Volkspartei (SVP) bei, bevor sie 2008 aus ihr ausgeschlossen wurde und sich in Bürgerlich-Demokratische Partei (BDP) umbenannte. Eine Minderheit gründete eine neue Kantonalsektion der SVP.
1903 entstand aus der föderalistisch-konservativen Fraktion die Konservativ-Demokratische Partei (KDP), die neben der katholischen Mehrheit auch einen kleinen reformierten Flügel hatte. 1942 änderte sie ihren Namen in Konservative Volkspartei (KVP) und 1970 in Christlichdemokratische Volkspartei (CVP).
BDP und CVP schlossen sich 2021 zur Partei Die Mitte zusammen.
Die Sozialdemokratische Partei (SP) wurde 1906 gegründet, war jedoch im wenig industrialisierten Graubünden lange Zeit relativ wenig bedeutend.

### Wahlergebnisse seit 1917
Bei den Wahlen von 1919 bis 2022 erreichten die angetretenen Parteien folgende Sitzzahlen:

## Wahlkreise und Wahlsystem

Der Grosse Rat hat 120 Mitglieder. Seine Mitglieder wurden bis 2018 nach dem Mehrheitswahlverfahren für vier Jahre gewählt. Die 39 ehemaligen Kreise des Kantons (2015 abgeschafft) bildeten die Wahlkreise. Die Sitze wurden entsprechend der schweizerischen Wohnbevölkerung auf die Wahlkreise verteilt. Die unten aufgeführte Anzahl der zu wählenden Grossräte pro Kreis entspricht dem Stand der Wahl 2018.
Graubünden war bis zuletzt neben Appenzell Innerrhoden der einzige Kanton mit einem reinen Majorzwahlrecht für das Kantonsparlament. Zwischen 1937 und 2013 wurde insgesamt acht Mal der Übergang zu einem Proporzwahlsystem an der Urne verworfen. Das geltende Wahlrecht war jedoch seit einem Bundesgerichtsentscheid vom August 2019 teilweise verfassungswidrig. In den sechs grössten Wahlkreisen sei die Anwendung des Majorzes aufgrund der hohen Sitzzahl nicht zu rechtfertigen, während der Wahlkreis Avers eine zu geringe Bevölkerungszahl für einen eigenen Sitz aufweise. Die Bündner Regierung verwarf zunächst auf Druck der drei grössten Fraktionen (FDP, CVP, BDP) und einer Mehrzahl der Gemeinden den Vorschlag zur Einführung des Doppelproporzes und schlug im Oktober 2020 ein gemischtes System vor (vgl. Urner Landrat), bei dem die beiden grössten Wahlkreise nach Proporz wählen würden, während die übrigen Wahlkreise teilweise neu eingeteilt würden, um eine passende Grösse für das Majorzsystem zu haben. Im Februar 2021 schwenkte der Grosse Rat nach dem Widerstand der kleineren Fraktionen (SP, SVP) und der grösseren Gemeinden, die in mehrere Wahlkreise aufgeteilt werden sollten, und dem Einlenken der FDP- und BDP-Fraktionen jedoch auf das Doppelproporzsystem mit Majorzbedingung (der stimmenstärkste Kandidat in Einerwahlkreisen ist immer gewählt) um. Dabei können alle Wahlkreise erhalten bleiben, während gleichzeitig die proportionale Sitzverteilung auf Kantonsebene gewährleistet wird. Die Vorlage enthält zudem eine 3-%-Sperrklausel. Die SP zog nach Erfüllen ihrer Forderung die Volksinitiative «90 sind genug» zur Verkleinerung des Grossen Rates zurück. Am 13. Juni 2021 nahmen die Bündner Wahlberechtigten die Wahlrechtsänderung an.
| Kreis                 | Anzahl Vertreter |
| --------------------- | ---------------- |
| Kreis Alvaschein      | 2                |
| Kreis Avers           | 1                |
| Kreis Belfort         | 1                |
| Kreis Bergell         | 1                |
| Kreis Bergün          | 1                |
| Kreis Brusio          | 1                |
| Kreis Calanca         | 1                |
| Kreis Chur            | 20               |
| Kreis Churwalden      | 1                |
| Kreis Davos           | 6                |
| Kreis Disentis        | 4                |
| Kreis Domleschg       | 3                |
| Kreis Fünf Dörfer     | 12               |
| Kreis Ilanz           | 6                |
| Kreis Jenaz           | 1                |
| Kreis Klosters        | 3                |
| Kreis Küblis          | 1                |
| Kreis Lumnezia/Lugnez | 2                |
| Kreis Luzein          | 1                |
| Kreis Maienfeld       | 4                |
| Kreis Misox           | 2                |
| Kreis Oberengadin     | 8                |
| Kreis Poschiavo       | 2                |
| Kreis Ramosch         | 1                |
| Kreis Rhäzüns         | 7                |
| Kreis Rheinwald       | 1                |
| Kreis Roveredo        | 3                |
| Kreis Ruis            | 1                |
| Kreis Safien          | 1                |
| Kreis Schams          | 1                |
| Kreis Schanfigg       | 2                |
| Kreis Schiers         | 3                |
| Kreis Seewis          | 1                |
| Kreis Suot Tasna      | 3                |
| Kreis Sur Tasna       | 1                |
| Kreis Surses          | 1                |
| Kreis Thusis          | 4                |
| Kreis Trins           | 5                |
| Kreis Val Müstair     | 1                |